# João Crisóstomo de Abreu e Sousa

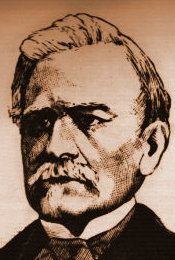
João Crisóstomo de Abreu e Sousa

João Crisóstomo de Abreu e Sousa (* 27. Januar 1811 in Lissabon; † 7. Januar 1895) war ein portugiesischer parteiloser Politiker, der unter anderem von 1890 bis 1892 Premierminister war.

## Leben
João Crisóstomo de Abreu e Sousa wurde 1861 Mitglied der Abgeordnetenkammer (Câmara dos Deputados), des Unterhauses des Parlaments (Cortes). Er bekleidete vom 16. Januar 1864 bis zum 17. April 1865 das Amt als Minister für öffentliche Arbeiten, Handel und Industrie (Ministro do Obras Públicas, Comércio e Indústria) in der Regierung von Premierminister Nuno José Severo de Mendonça Rolim de Moura Barreto, Marquês de Loulé. Zugleich war er in dieser Regierung zwischen dem 12. Dezember 1864 und dem 17. April 1865 auch Minister für die Marine und Kolonien (Ministro da Marinha e do Ultramar). In der Regierung von Premierminister Anselmo José Braamcamp bekleidete er vom 1. Juni 1879 bis zum 29. November 1880 das Amt als Kriegsminister (Ministro da Guerra).
König Karl I. ernannte João Crisóstomo de Abreu e Sousa am 11. Oktober 1890 als Nachfolger von António de Serpa Pimentel zum Premierminister. Er bekleidete dieses Amt als Chef einer überparteilichen Regierung bis zum 18. Januar 1892, woraufhin José Dias Ferreira seine Nachfolge antrat. Zugleich übernahm er in seinem Kabinett zwischen dem 11. Oktober 1890 und dem 18. Januar 1892 abermals das Amt als Kriegsminister. Die Regierungszeit von João Crisóstomo de Abreu e Sousa fiel in eine schwere Krise der portugiesischen Monarchie. Sein Vorgänger António de Serpa Pimentel musste wegen Auseinandersetzungen mit Großbritannien um sich widersprechende koloniale Ansprüche im südlichen Afrika zurücktreten. In die Zeit seiner Regierung fielen ein republikanischer Aufstand in Porto und der Staatsbankrott von 1891.